# Psen ater
Psen ater är en stekelart som först beskrevs av Olivier 1792.  Psen ater ingår i släktet Psen, och familjen Crabronidae. Enligt den svenska rödlistan är arten nationellt utdöd i Sverige. Arten har tidigare förekommit i Götaland och Svealand men är numera lokalt utdöd. Artens livsmiljö är jordbrukslandskap, stadsmiljö.